# Olavi Paavolainen
Olavi Paavolainen, född 1903 i Kivinebb på Karelska näset, död 1964, var en finskspråkig författare och kritiker.

## Biografi
Paavolainen var tongivande inom den finska modernismen under 1920-talet, men mest känd som kulturhistoriker. 
"Reklamman, efter kriget chef för Radioteatern ... presenterade medryckande tidens nya konstströmningar i sina essäer, 1929. Kom att spela en viktig roll som kulturkritiker och reseskildrare: redan 1936 kritiserade han vissa företeelser i Hitler-Tyskland, samt dryftade förhållandet mellan nazism och kommunism liksom de nya vitalistiska lärorna." (Litteraturhandboken, 1983)
Han är begravd på Sandudds begravningsplats i Helsingfors.

## Priser och utmärkelser
- 1960 – Eino Leino-priset[8]
- 1963 – Pro Finlandia-medaljen[9]